# Női kosárlabdatorna a 2004. évi nyári olimpiai játékokon
A 2004. évi nyári olimpiai játékokon a női kosárlabdatornát augusztus 14. és augusztus 28. között rendezték. A tornán 12 nemzet csapata vett részt.

## Csoportkör
| Színmagyarázat                                              |
| ----------------------------------------------------------- |
| A csoportok első négy helyezettje bejutott a negyeddöntőbe. |
| A csoportok ötödik helyezettjei a 9. helyért játszhattak.   |
| A csoportok hatodik helyezettjei a 11. helyért játszhattak. |

### A csoport
| Csapat            | M | Gy | V | P+  | P–  | Pk   | P  |
| ----------------- | - | -- | - | --- | --- | ---- | -- |
| Ausztrália (AUS)  | 5 | 5  | 0 | 418 | 313 | +105 | 10 |
| Oroszország (RUS) | 5 | 4  | 1 | 389 | 333 | +56  | 9  |
| Brazília (BRA)    | 5 | 3  | 2 | 430 | 361 | +69  | 8  |
| Görögország (GRE) | 5 | 2  | 3 | 353 | 392 | –39  | 7  |
| Japán (JPN)       | 5 | 1  | 4 | 381 | 485 | –104 | 6  |
| Nigéria (NGR)     | 5 | 0  | 5 | 335 | 422 | –87  | 5  |

| 2004. augusztus 14. 9:00 | Ausztrália (AUS)                         | 85–73     | Nigéria (NGR)     | Helliniko Indoor Arena, Athén Nézőszám: 302 Játékvezetők: Leemann Philippe (SUI), Kim Ja Ok (KOR) |
| 2004. augusztus 14. 9:00 | (20–18, 26–14, 16–12, 23–29) Jegyzőkönyv |           |                   | Helliniko Indoor Arena, Athén Nézőszám: 302 Játékvezetők: Leemann Philippe (SUI), Kim Ja Ok (KOR) |
| 2004. augusztus 14. 9:00 | Jackson 27                               | Pont      | Udoka 26          | Helliniko Indoor Arena, Athén Nézőszám: 302 Játékvezetők: Leemann Philippe (SUI), Kim Ja Ok (KOR) |
| 2004. augusztus 14. 9:00 | Batkovic 7                               | Lepattanó | Amachree, Sadiq 8 | Helliniko Indoor Arena, Athén Nézőszám: 302 Játékvezetők: Leemann Philippe (SUI), Kim Ja Ok (KOR) |
| 2004. augusztus 14. 9:00 | Fallon, Harrower 4                       | Gólpassz  | Umoh 2            | Helliniko Indoor Arena, Athén Nézőszám: 302 Játékvezetők: Leemann Philippe (SUI), Kim Ja Ok (KOR) |

| 2004. augusztus 14. 16:45 | Japán (JPN)                             | 62–128    | Brazília (BRA) | Helliniko Indoor Arena, Athén Nézőszám: 950 Játékvezetők: Giampaolo Cicoria (ITA), Abreu Muhimua Joao (MOZ) |
| 2004. augusztus 14. 16:45 | (22–26, 3–36, 17–33, 20–33) Jegyzőkönyv |           |                | Helliniko Indoor Arena, Athén Nézőszám: 950 Játékvezetők: Giampaolo Cicoria (ITA), Abreu Muhimua Joao (MOZ) |
| 2004. augusztus 14. 16:45 | Hamagucsi 23                            | Pont      | Oliveira 25    | Helliniko Indoor Arena, Athén Nézőszám: 950 Játékvezetők: Giampaolo Cicoria (ITA), Abreu Muhimua Joao (MOZ) |
| 2004. augusztus 14. 16:45 | Jano 5                                  | Lepattanó | Oliveira 13    | Helliniko Indoor Arena, Athén Nézőszám: 950 Játékvezetők: Giampaolo Cicoria (ITA), Abreu Muhimua Joao (MOZ) |
| 2004. augusztus 14. 16:45 | Kuszuda, Nagata 2                       | Gólpassz  | Pinto 7        | Helliniko Indoor Arena, Athén Nézőszám: 950 Játékvezetők: Giampaolo Cicoria (ITA), Abreu Muhimua Joao (MOZ) |

| 2004. augusztus 14. 20:00 | Görögország (GRE)                       | 62–69     | Oroszország (RUS)                  | Olympic Indoor Hall, Athén Nézőszám: 1488 Játékvezetők: Sean Corbin (USA), Alejandro Chiti (ARG) |
| 2004. augusztus 14. 20:00 | (16–12, 18–19, 9–25, 19–13) Jegyzőkönyv |           |                                    | Olympic Indoor Hall, Athén Nézőszám: 1488 Játékvezetők: Sean Corbin (USA), Alejandro Chiti (ARG) |
| 2004. augusztus 14. 20:00 | Kosztáki 17                             | Pont      | Baranova 16                        | Olympic Indoor Hall, Athén Nézőszám: 1488 Játékvezetők: Sean Corbin (USA), Alejandro Chiti (ARG) |
| 2004. augusztus 14. 20:00 | Szamorúkova, Klingopúlu 7               | Lepattanó | Baranova 12                        | Olympic Indoor Hall, Athén Nézőszám: 1488 Játékvezetők: Sean Corbin (USA), Alejandro Chiti (ARG) |
| 2004. augusztus 14. 20:00 | Kosztáki 5                              | Gólpassz  | Korsztyin, Arhipova, Rahmatulina 2 | Olympic Indoor Hall, Athén Nézőszám: 1488 Játékvezetők: Sean Corbin (USA), Alejandro Chiti (ARG) |

| 2004. augusztus 16. 11:15 | Nigéria (NGR)                            | 73–79     | Japán (JPN)          | Olympic Indoor Hall, Athén Nézőszám: 400 Játékvezetők: Elizabeth Nanette Sisk (USA), Dallas Pickering (NZL) |
| 2004. augusztus 16. 11:15 | (22–22, 24–23, 16–20, 11–14) Jegyzőkönyv |           |                      | Olympic Indoor Hall, Athén Nézőszám: 400 Játékvezetők: Elizabeth Nanette Sisk (USA), Dallas Pickering (NZL) |
| 2004. augusztus 16. 11:15 | Udoka 19                                 | Pont      | Jano 21              | Olympic Indoor Hall, Athén Nézőszám: 400 Játékvezetők: Elizabeth Nanette Sisk (USA), Dallas Pickering (NZL) |
| 2004. augusztus 16. 11:15 | Udoka 16                                 | Lepattanó | Kuszuda, Jano 6      | Olympic Indoor Hall, Athén Nézőszám: 400 Játékvezetők: Elizabeth Nanette Sisk (USA), Dallas Pickering (NZL) |
| 2004. augusztus 16. 11:15 | Umoh 4                                   | Gólpassz  | Hamagucsi, Kuszuda 4 | Olympic Indoor Hall, Athén Nézőszám: 400 Játékvezetők: Elizabeth Nanette Sisk (USA), Dallas Pickering (NZL) |

| 2004. augusztus 16. 20:00 | Brazília (BRA)                           | 87–75     | Görögország (GRE) | Helliniko Indoor Arena, Athén Nézőszám: 2200 Játékvezetők: Jorge Vazquez (PUR), Leemann Philippe (SUI) |
| 2004. augusztus 16. 20:00 | (27–19, 23–24, 14–21, 23–11) Jegyzőkönyv |           |                   | Helliniko Indoor Arena, Athén Nézőszám: 2200 Játékvezetők: Jorge Vazquez (PUR), Leemann Philippe (SUI) |
| 2004. augusztus 16. 20:00 | Cristina Luz 18                          | Pont      | Máltszi 26        | Helliniko Indoor Arena, Athén Nézőszám: 2200 Játékvezetők: Jorge Vazquez (PUR), Leemann Philippe (SUI) |
| 2004. augusztus 16. 20:00 | Oliveira 11                              | Lepattanó | Máltszi 10        | Helliniko Indoor Arena, Athén Nézőszám: 2200 Játékvezetők: Jorge Vazquez (PUR), Leemann Philippe (SUI) |
| 2004. augusztus 16. 20:00 | Marques, Santos, Sobral 2                | Gólpassz  | Kosztáki 7        | Helliniko Indoor Arena, Athén Nézőszám: 2200 Játékvezetők: Jorge Vazquez (PUR), Leemann Philippe (SUI) |

| 2004. augusztus 16. 22:15 | Oroszország (RUS)                       | 56–75     | Ausztrália (AUS)   | Olympic Indoor Hall, Athén Nézőszám: 2430 Játékvezetők: Reynaldo Mercedes Sanchez (DOM), Nancy Ethier (CAN) |
| 2004. augusztus 16. 22:15 | (12–21, 21–15, 15–16, 8–23) Jegyzőkönyv |           |                    | Olympic Indoor Hall, Athén Nézőszám: 2430 Játékvezetők: Reynaldo Mercedes Sanchez (DOM), Nancy Ethier (CAN) |
| 2004. augusztus 16. 22:15 | Korsztyin 12                            | Pont      | Taylor 26          | Olympic Indoor Hall, Athén Nézőszám: 2430 Játékvezetők: Reynaldo Mercedes Sanchez (DOM), Nancy Ethier (CAN) |
| 2004. augusztus 16. 22:15 | Korsztyin 9                             | Lepattanó | Taylor, Jackson 10 | Olympic Indoor Hall, Athén Nézőszám: 2430 Játékvezetők: Reynaldo Mercedes Sanchez (DOM), Nancy Ethier (CAN) |
| 2004. augusztus 16. 22:15 | Oszipova, Rahmatulina 3                 | Gólpassz  | Harrower 4         | Olympic Indoor Hall, Athén Nézőszám: 2430 Játékvezetők: Reynaldo Mercedes Sanchez (DOM), Nancy Ethier (CAN) |

| 2004. augusztus 18. 11:15 | Japán (JPN)                              | 78–97     | Ausztrália (AUS) | Helliniko Indoor Arena, Athén Nézőszám: 500 Játékvezetők: Alejandro Chiti (ARG), Song Yanping (CHN) |
| 2004. augusztus 18. 11:15 | (20–26, 15–30, 10–26, 33–15) Jegyzőkönyv |           |                  | Helliniko Indoor Arena, Athén Nézőszám: 500 Játékvezetők: Alejandro Chiti (ARG), Song Yanping (CHN) |
| 2004. augusztus 18. 11:15 | Oga 21                                   | Pont      | Jackson 31       | Helliniko Indoor Arena, Athén Nézőszám: 500 Játékvezetők: Alejandro Chiti (ARG), Song Yanping (CHN) |
| 2004. augusztus 18. 11:15 | Jano 4                                   | Lepattanó | Jackson 9        | Helliniko Indoor Arena, Athén Nézőszám: 500 Játékvezetők: Alejandro Chiti (ARG), Song Yanping (CHN) |
| 2004. augusztus 18. 11:15 | Kavabata, Tacsikava 2                    | Gólpassz  | Tranquilli 5     | Helliniko Indoor Arena, Athén Nézőszám: 500 Játékvezetők: Alejandro Chiti (ARG), Song Yanping (CHN) |

| 2004. augusztus 18. 16:45 | Görögország (GRE)                        | 83–68     | Nigéria (NGR)      | Helliniko Indoor Arena, Athén Nézőszám: 2300 Játékvezetők: Scott Butler (AUS), Nancy Ethier (CAN) |
| 2004. augusztus 18. 16:45 | (30–15, 15–14, 20–15, 18–24) Jegyzőkönyv |           |                    | Helliniko Indoor Arena, Athén Nézőszám: 2300 Játékvezetők: Scott Butler (AUS), Nancy Ethier (CAN) |
| 2004. augusztus 18. 16:45 | Kosztáki 25                              | Pont      | Udoka 28           | Helliniko Indoor Arena, Athén Nézőszám: 2300 Játékvezetők: Scott Butler (AUS), Nancy Ethier (CAN) |
| 2004. augusztus 18. 16:45 | Máltszi, Szaréngu 8                      | Lepattanó | Udoka 18           | Helliniko Indoor Arena, Athén Nézőszám: 2300 Játékvezetők: Scott Butler (AUS), Nancy Ethier (CAN) |
| 2004. augusztus 18. 16:45 | Kosztáki 4                               | Gólpassz  | Iyorhe, Amachree 1 | Helliniko Indoor Arena, Athén Nézőszám: 2300 Játékvezetők: Scott Butler (AUS), Nancy Ethier (CAN) |

| 2004. augusztus 18. 20:00 | Brazília (BRA)                           | 67–77     | Oroszország (RUS) | Olympic Indoor Hall, Athén Nézőszám: 1350 Játékvezetők: Jose Carrion (PUR), Chantal Julien (FRA) |
| 2004. augusztus 18. 20:00 | (17–21, 11–25, 20–17, 19–14) Jegyzőkönyv |           |                   | Olympic Indoor Hall, Athén Nézőszám: 1350 Játékvezetők: Jose Carrion (PUR), Chantal Julien (FRA) |
| 2004. augusztus 18. 20:00 | Arcain 19                                | Pont      | Arhipova 20       | Olympic Indoor Hall, Athén Nézőszám: 1350 Játékvezetők: Jose Carrion (PUR), Chantal Julien (FRA) |
| 2004. augusztus 18. 20:00 | Oliveira 8                               | Lepattanó | Sztyepanova 9     | Olympic Indoor Hall, Athén Nézőszám: 1350 Játékvezetők: Jose Carrion (PUR), Chantal Julien (FRA) |
| 2004. augusztus 18. 20:00 | Cristina Luz 5                           | Gólpassz  | Arhipova 3        | Olympic Indoor Hall, Athén Nézőszám: 1350 Játékvezetők: Jose Carrion (PUR), Chantal Julien (FRA) |

| 2004. augusztus 20. 9:00 | Oroszország (RUS)                        | 94–71     | Japán (JPN)        | Olympic Indoor Hall, Athén Nézőszám: 185 Játékvezetők: Abdellilah Chlif (MAR), Kim Ja Ok (KOR) |
| 2004. augusztus 20. 9:00 | (29–21, 21–15, 24–15, 20–20) Jegyzőkönyv |           |                    | Olympic Indoor Hall, Athén Nézőszám: 185 Játékvezetők: Abdellilah Chlif (MAR), Kim Ja Ok (KOR) |
| 2004. augusztus 20. 9:00 | Baranova 22                              | Pont      | Hamagucsi 14       | Olympic Indoor Hall, Athén Nézőszám: 185 Játékvezetők: Abdellilah Chlif (MAR), Kim Ja Ok (KOR) |
| 2004. augusztus 20. 9:00 | Sztyepanova 12                           | Lepattanó | Jabuucsi 4         | Olympic Indoor Hall, Athén Nézőszám: 185 Játékvezetők: Abdellilah Chlif (MAR), Kim Ja Ok (KOR) |
| 2004. augusztus 20. 9:00 | Scsogoleva 3                             | Gólpassz  | Ójama, Tacsikava 2 | Olympic Indoor Hall, Athén Nézőszám: 185 Játékvezetők: Abdellilah Chlif (MAR), Kim Ja Ok (KOR) |

| 2004. augusztus 20. 20:00 | Ausztrália (AUS)                       | 77–40     | Görögország (GRE) | Helliniko Indoor Arena, Athén Nézőszám: 4000 Játékvezetők: Virginijus Jonas Dovidavicius (LTU), Giampaolo Cicoria (ITA) |
| 2004. augusztus 20. 20:00 | (18–13, 21–8, 20–9, 18–10) Jegyzőkönyv |           |                   | Helliniko Indoor Arena, Athén Nézőszám: 4000 Játékvezetők: Virginijus Jonas Dovidavicius (LTU), Giampaolo Cicoria (ITA) |
| 2004. augusztus 20. 20:00 | Jackson 20                             | Pont      | Máltszi 9         | Helliniko Indoor Arena, Athén Nézőszám: 4000 Játékvezetők: Virginijus Jonas Dovidavicius (LTU), Giampaolo Cicoria (ITA) |
| 2004. augusztus 20. 20:00 | Jackson 12                             | Lepattanó | Máltszi 10        | Helliniko Indoor Arena, Athén Nézőszám: 4000 Játékvezetők: Virginijus Jonas Dovidavicius (LTU), Giampaolo Cicoria (ITA) |
| 2004. augusztus 20. 20:00 | Batkovic 2                             | Gólpassz  | Szaréngu 3        | Helliniko Indoor Arena, Athén Nézőszám: 4000 Játékvezetők: Virginijus Jonas Dovidavicius (LTU), Giampaolo Cicoria (ITA) |

| 2004. augusztus 20. 22:15 | Nigéria (NGR)                            | 63–82     | Brazília (BRA) | Helliniko Indoor Arena, Athén Nézőszám: 2500 Játékvezetők: Mike Homsy (CAN), Song Yanping (CHN) |
| 2004. augusztus 20. 22:15 | (19–33, 15–14, 12–11, 17–24) Jegyzőkönyv |           |                | Helliniko Indoor Arena, Athén Nézőszám: 2500 Játékvezetők: Mike Homsy (CAN), Song Yanping (CHN) |
| 2004. augusztus 20. 22:15 | Udoka 17                                 | Pont      | Marques 26     | Helliniko Indoor Arena, Athén Nézőszám: 2500 Játékvezetők: Mike Homsy (CAN), Song Yanping (CHN) |
| 2004. augusztus 20. 22:15 | Udoka 7                                  | Lepattanó | de Souza 8     | Helliniko Indoor Arena, Athén Nézőszám: 2500 Játékvezetők: Mike Homsy (CAN), Song Yanping (CHN) |
| 2004. augusztus 20. 22:15 | Udoka, Amachree 2                        | Gólpassz  | Marques 6      | Helliniko Indoor Arena, Athén Nézőszám: 2500 Játékvezetők: Mike Homsy (CAN), Song Yanping (CHN) |

| 2004. augusztus 22. 11:15 | Nigéria (NGR)                            | 58–93     | Oroszország (RUS)      | Helliniko Indoor Arena, Athén Nézőszám: 382 Játékvezetők: Dallas Pickering (NZL), Suguro Shoko (JPN) |
| 2004. augusztus 22. 11:15 | (14–23, 17–20, 15–21, 12–29) Jegyzőkönyv |           |                        | Helliniko Indoor Arena, Athén Nézőszám: 382 Játékvezetők: Dallas Pickering (NZL), Suguro Shoko (JPN) |
| 2004. augusztus 22. 11:15 | Udoka 19                                 | Pont      | Rahmatulina 15         | Helliniko Indoor Arena, Athén Nézőszám: 382 Játékvezetők: Dallas Pickering (NZL), Suguro Shoko (JPN) |
| 2004. augusztus 22. 11:15 | Mohamed 8                                | Lepattanó | Baranova 8             | Helliniko Indoor Arena, Athén Nézőszám: 382 Játékvezetők: Dallas Pickering (NZL), Suguro Shoko (JPN) |
| 2004. augusztus 22. 11:15 | Umoh, Akiode 3                           | Gólpassz  | Karpova, Rahmatulina 3 | Helliniko Indoor Arena, Athén Nézőszám: 382 Játékvezetők: Dallas Pickering (NZL), Suguro Shoko (JPN) |

| 2004. augusztus 22. 14:30 | Brazília (BRA)                           | 66–84     | Ausztrália (AUS)    | Helliniko Indoor Arena, Athén Nézőszám: 3450 Játékvezetők: Sean Corbin (USA), Giampaolo Cicoria (ITA) |
| 2004. augusztus 22. 14:30 | (21–20, 14–20, 18–22, 13–22) Jegyzőkönyv |           |                     | Helliniko Indoor Arena, Athén Nézőszám: 3450 Játékvezetők: Sean Corbin (USA), Giampaolo Cicoria (ITA) |
| 2004. augusztus 22. 14:30 | Cristina Luz 16                          | Pont      | Jackson 24          | Helliniko Indoor Arena, Athén Nézőszám: 3450 Játékvezetők: Sean Corbin (USA), Giampaolo Cicoria (ITA) |
| 2004. augusztus 22. 14:30 | Oliveira 11                              | Lepattanó | Batkovic, Jackson 7 | Helliniko Indoor Arena, Athén Nézőszám: 3450 Játékvezetők: Sean Corbin (USA), Giampaolo Cicoria (ITA) |
| 2004. augusztus 22. 14:30 | Marques, Arcain 3                        | Gólpassz  | Fallon, Snell 3     | Helliniko Indoor Arena, Athén Nézőszám: 3450 Játékvezetők: Sean Corbin (USA), Giampaolo Cicoria (ITA) |

| 2004. augusztus 22. 16:45 | Görögország (GRE)                        | 93–91     | Japán (JPN) | Helliniko Indoor Arena, Athén Nézőszám: 7223 Játékvezetők: Chantal Julien (FRA), Michael Aylen (AUS) |
| 2004. augusztus 22. 16:45 | (27–15, 20–26, 16–22, 30–28) Jegyzőkönyv |           |             | Helliniko Indoor Arena, Athén Nézőszám: 7223 Játékvezetők: Chantal Julien (FRA), Michael Aylen (AUS) |
| 2004. augusztus 22. 16:45 | Máltszi 33                               | Pont      | Jano 28     | Helliniko Indoor Arena, Athén Nézőszám: 7223 Játékvezetők: Chantal Julien (FRA), Michael Aylen (AUS) |
| 2004. augusztus 22. 16:45 | Máltszi 11                               | Lepattanó | Kuszuda 5   | Helliniko Indoor Arena, Athén Nézőszám: 7223 Játékvezetők: Chantal Julien (FRA), Michael Aylen (AUS) |
| 2004. augusztus 22. 16:45 | Kosztáki, Máltszi 4                      | Gólpassz  | Kuszuda 5   | Helliniko Indoor Arena, Athén Nézőszám: 7223 Játékvezetők: Chantal Julien (FRA), Michael Aylen (AUS) |

### B csoport
| Csapat                 | M | Gy | V | P+  | P–  | Pk   | P  |
| ---------------------- | - | -- | - | --- | --- | ---- | -- |
| Egyesült Államok (USA) | 5 | 5  | 0 | 430 | 285 | +145 | 10 |
| Spanyolország (ESP)    | 5 | 4  | 1 | 368 | 334 | +34  | 9  |
| Csehország (CZE)       | 5 | 3  | 2 | 408 | 375 | +33  | 8  |
| Új-Zéland (NZL)        | 5 | 2  | 3 | 321 | 414 | –93  | 7  |
| Kína (CHN)             | 5 | 1  | 4 | 360 | 406 | –46  | 6  |
| Dél-Korea (KOR)        | 5 | 0  | 5 | 320 | 393 | –73  | 5  |

| 2004. augusztus 14. 11:15 | Dél-Korea (KOR)                         | 54–71     | Kína (CHN)     | Helliniko Indoor Arena, Athén Nézőszám: 600 Játékvezetők: Chantal Julien (FRA), Christos Christodoulou (GRE) |
| 2004. augusztus 14. 11:15 | (15–18, 6–15, 21–24, 12–14) Jegyzőkönyv |           |                | Helliniko Indoor Arena, Athén Nézőszám: 600 Játékvezetők: Chantal Julien (FRA), Christos Christodoulou (GRE) |
| 2004. augusztus 14. 11:15 | Pjon Jonha 19                           | Pont      | Csen Nan 17    | Helliniko Indoor Arena, Athén Nézőszám: 600 Játékvezetők: Chantal Julien (FRA), Christos Christodoulou (GRE) |
| 2004. augusztus 14. 11:15 | Kim Jongok 4                            | Lepattanó | Je Li 8        | Helliniko Indoor Arena, Athén Nézőszám: 600 Játékvezetők: Chantal Julien (FRA), Christos Christodoulou (GRE) |
| 2004. augusztus 14. 11:15 | I Miszon 2                              | Gólpassz  | Miao Li-Csie 3 | Helliniko Indoor Arena, Athén Nézőszám: 600 Játékvezetők: Chantal Julien (FRA), Christos Christodoulou (GRE) |

| 2004. augusztus 14. 14:30 | Egyesült Államok (USA)                  | 99–47     | Új-Zéland (NZL)           | Helliniko Indoor Arena, Athén Nézőszám: 1970 Játékvezetők: Vlagyimir Ohrimenko (RUS), Abdellilah Chlif (MAR) |
| 2004. augusztus 14. 14:30 | (28–13, 35–11, 16–15, 20–8) Jegyzőkönyv |           |                           | Helliniko Indoor Arena, Athén Nézőszám: 1970 Játékvezetők: Vlagyimir Ohrimenko (RUS), Abdellilah Chlif (MAR) |
| 2004. augusztus 14. 14:30 | Cash 19                                 | Pont      | Marino 13                 | Helliniko Indoor Arena, Athén Nézőszám: 1970 Játékvezetők: Vlagyimir Ohrimenko (RUS), Abdellilah Chlif (MAR) |
| 2004. augusztus 14. 14:30 | Taurasi 9                               | Lepattanó | Loffhagen 7               | Helliniko Indoor Arena, Athén Nézőszám: 1970 Játékvezetők: Vlagyimir Ohrimenko (RUS), Abdellilah Chlif (MAR) |
| 2004. augusztus 14. 14:30 | Staley, Bird 3                          | Gólpassz  | Walker, Loffhagen, Kerr 1 | Helliniko Indoor Arena, Athén Nézőszám: 1970 Játékvezetők: Vlagyimir Ohrimenko (RUS), Abdellilah Chlif (MAR) |

| 2004. augusztus 14. 22:15 | Spanyolország (ESP)                             | 80–78 (h. u.) | Csehország (CZE) | Helliniko Indoor Arena, Athén Nézőszám: 2307 Játékvezetők: Mike Homsy (CAN), Michael Aylen (AUS) |
| 2004. augusztus 14. 22:15 | (24–22, 11–12, 15–11, 30–33, 13–11) Jegyzőkönyv |               |                  | Helliniko Indoor Arena, Athén Nézőszám: 2307 Játékvezetők: Mike Homsy (CAN), Michael Aylen (AUS) |
| 2004. augusztus 14. 22:15 | Palau, Valdemoro 14                             | Pont          | Večeřová 15      | Helliniko Indoor Arena, Athén Nézőszám: 2307 Játékvezetők: Mike Homsy (CAN), Michael Aylen (AUS) |
| 2004. augusztus 14. 22:15 | Cebrián 11                                      | Lepattanó     | Klimešová 8      | Helliniko Indoor Arena, Athén Nézőszám: 2307 Játékvezetők: Mike Homsy (CAN), Michael Aylen (AUS) |
| 2004. augusztus 14. 22:15 | Palau, Fernández 2                              | Gólpassz      | Hamzová 3        | Helliniko Indoor Arena, Athén Nézőszám: 2307 Játékvezetők: Mike Homsy (CAN), Michael Aylen (AUS) |

| 2004. augusztus 16. 9:00 | Új-Zéland (NZL)                          | 81–73     | Dél-Korea (KOR) | Helliniko Indoor Arena, Athén Nézőszám: 180 Játékvezetők: Alejandro Chiti (ARG), Tatiana Steigerwald (BRA) |
| 2004. augusztus 16. 9:00 | (21–11, 16–15, 26–23, 18–24) Jegyzőkönyv |           |                 | Helliniko Indoor Arena, Athén Nézőszám: 180 Játékvezetők: Alejandro Chiti (ARG), Tatiana Steigerwald (BRA) |
| 2004. augusztus 16. 9:00 | G. Farmer 22                             | Pont      | Kim Jongok 21   | Helliniko Indoor Arena, Athén Nézőszám: 180 Játékvezetők: Alejandro Chiti (ARG), Tatiana Steigerwald (BRA) |
| 2004. augusztus 16. 9:00 | Loffhagen 14                             | Lepattanó | Kim Jongok 5    | Helliniko Indoor Arena, Athén Nézőszám: 180 Játékvezetők: Alejandro Chiti (ARG), Tatiana Steigerwald (BRA) |
| 2004. augusztus 16. 9:00 | Marino 4                                 | Gólpassz  | Pjon Jonha 3    | Helliniko Indoor Arena, Athén Nézőszám: 180 Játékvezetők: Alejandro Chiti (ARG), Tatiana Steigerwald (BRA) |

| 2004. augusztus 16. 14:30 | Csehország (CZE)                         | 61–80     | Egyesült Államok (USA) | Helliniko Indoor Arena, Athén Nézőszám: 954 Játékvezetők: Giampaolo Cicoria (ITA), Suguro Shoko (JPN) |
| 2004. augusztus 16. 14:30 | (21–18, 14–24, 15–23, 11–15) Jegyzőkönyv |           |                        | Helliniko Indoor Arena, Athén Nézőszám: 954 Játékvezetők: Giampaolo Cicoria (ITA), Suguro Shoko (JPN) |
| 2004. augusztus 16. 14:30 | Klimešová 18                             | Pont      | Leslie 15              | Helliniko Indoor Arena, Athén Nézőszám: 954 Játékvezetők: Giampaolo Cicoria (ITA), Suguro Shoko (JPN) |
| 2004. augusztus 16. 14:30 | Machová 5                                | Lepattanó | Leslie 10              | Helliniko Indoor Arena, Athén Nézőszám: 954 Játékvezetők: Giampaolo Cicoria (ITA), Suguro Shoko (JPN) |
| 2004. augusztus 16. 14:30 | Machová 5                                | Gólpassz  | Staley 4               | Helliniko Indoor Arena, Athén Nézőszám: 954 Játékvezetők: Giampaolo Cicoria (ITA), Suguro Shoko (JPN) |

| 2004. augusztus 16. 16:45 | Kína (CHN)                              | 67–75     | Spanyolország (ESP) | Helliniko Indoor Arena, Athén Nézőszám: 1200 Játékvezetők: Renato Santos (BRA), Scott Butler (AUS) |
| 2004. augusztus 16. 16:45 | (10–34, 19–14, 15–22, 5–23) Jegyzőkönyv |           |                     | Helliniko Indoor Arena, Athén Nézőszám: 1200 Játékvezetők: Renato Santos (BRA), Scott Butler (AUS) |
| 2004. augusztus 16. 16:45 | Csen Nan 18                             | Pont      | Valdemoro 30        | Helliniko Indoor Arena, Athén Nézőszám: 1200 Játékvezetők: Renato Santos (BRA), Scott Butler (AUS) |
| 2004. augusztus 16. 16:45 | Csen Nan 9                              | Lepattanó | Pascua 8            | Helliniko Indoor Arena, Athén Nézőszám: 1200 Játékvezetők: Renato Santos (BRA), Scott Butler (AUS) |
| 2004. augusztus 16. 16:45 | Szung Hsziao-jün 4                      | Gólpassz  | Palau, Fernández 5  | Helliniko Indoor Arena, Athén Nézőszám: 1200 Játékvezetők: Renato Santos (BRA), Scott Butler (AUS) |

| 2004. augusztus 18. 9:00 | Kína (CHN)                               | 83–98     | Csehország (CZE) | Helliniko Indoor Arena, Athén Nézőszám: 300 Játékvezetők: Abdellilah Chlif (MAR), Tatiana Steigerwald (BRA) |
| 2004. augusztus 18. 9:00 | (30–28, 19–21, 14–26, 20–23) Jegyzőkönyv |           |                  | Helliniko Indoor Arena, Athén Nézőszám: 300 Játékvezetők: Abdellilah Chlif (MAR), Tatiana Steigerwald (BRA) |
| 2004. augusztus 18. 9:00 | Csen Nan 23                              | Pont      | Veselá 22        | Helliniko Indoor Arena, Athén Nézőszám: 300 Játékvezetők: Abdellilah Chlif (MAR), Tatiana Steigerwald (BRA) |
| 2004. augusztus 18. 9:00 | Csen Nan 7                               | Lepattanó | Veselá 7         | Helliniko Indoor Arena, Athén Nézőszám: 300 Játékvezetők: Abdellilah Chlif (MAR), Tatiana Steigerwald (BRA) |
| 2004. augusztus 18. 9:00 | Miao Li-Csie, Je Li 2                    | Gólpassz  | Hamzová 8        | Helliniko Indoor Arena, Athén Nézőszám: 300 Játékvezetők: Abdellilah Chlif (MAR), Tatiana Steigerwald (BRA) |

| 2004. augusztus 18. 14:30 | Dél-Korea (KOR)                        | 57–80     | Egyesült Államok (USA)     | Olympic Indoor Hall, Athén Nézőszám: 2000 Játékvezetők: Michael Aylen (AUS), Dallas Pickering (NZL) |
| 2004. augusztus 18. 14:30 | (23–20, 9–19, 7–29, 18–12) Jegyzőkönyv |           |                            | Olympic Indoor Hall, Athén Nézőszám: 2000 Játékvezetők: Michael Aylen (AUS), Dallas Pickering (NZL) |
| 2004. augusztus 18. 14:30 | I Miszon 16                            | Pont      | Leslie 25                  | Olympic Indoor Hall, Athén Nézőszám: 2000 Játékvezetők: Michael Aylen (AUS), Dallas Pickering (NZL) |
| 2004. augusztus 18. 14:30 | Kim Jongok 5                           | Lepattanó | Leslie, Thompson 7         | Olympic Indoor Hall, Athén Nézőszám: 2000 Játékvezetők: Michael Aylen (AUS), Dallas Pickering (NZL) |
| 2004. augusztus 18. 14:30 | Kim Jongok, I Miszon 3                 | Gólpassz  | Staley, Swoopes, Johnson 3 | Olympic Indoor Hall, Athén Nézőszám: 2000 Játékvezetők: Michael Aylen (AUS), Dallas Pickering (NZL) |

| 2004. augusztus 18. 22:15 | Spanyolország (ESP)                    | 91–57     | Új-Zéland (NZL)     | Helliniko Indoor Arena, Athén Nézőszám: 1350 Játékvezetők: Elizabeth Nanette Sisk (USA), Suguro Shoko (JPN) |
| 2004. augusztus 18. 22:15 | (32–8, 13–21, 20–9, 26–19) Jegyzőkönyv |           |                     | Helliniko Indoor Arena, Athén Nézőszám: 1350 Játékvezetők: Elizabeth Nanette Sisk (USA), Suguro Shoko (JPN) |
| 2004. augusztus 18. 22:15 | Palau 15                               | Pont      | Marino 21           | Helliniko Indoor Arena, Athén Nézőszám: 1350 Játékvezetők: Elizabeth Nanette Sisk (USA), Suguro Shoko (JPN) |
| 2004. augusztus 18. 22:15 | Pascua 10                              | Lepattanó | Loffhagen 8         | Helliniko Indoor Arena, Athén Nézőszám: 1350 Játékvezetők: Elizabeth Nanette Sisk (USA), Suguro Shoko (JPN) |
| 2004. augusztus 18. 22:15 | Palau 4                                | Gólpassz  | Marino, Loffhagen 3 | Helliniko Indoor Arena, Athén Nézőszám: 1350 Játékvezetők: Elizabeth Nanette Sisk (USA), Suguro Shoko (JPN) |

| 2004. augusztus 20. 11:15 | Új-Zéland (NZL)                          | 79–77     | Kína (CHN)      | Helliniko Indoor Arena, Athén Nézőszám: 345 Játékvezetők: Elizabeth Nanette Sisk (USA), Nancy Ethier (CAN) |
| 2004. augusztus 20. 11:15 | (21–19, 14–12, 20–24, 24–22) Jegyzőkönyv |           |                 | Helliniko Indoor Arena, Athén Nézőszám: 345 Játékvezetők: Elizabeth Nanette Sisk (USA), Nancy Ethier (CAN) |
| 2004. augusztus 20. 11:15 | G. Farmer 19                             | Pont      | Szuj Fej-Fej 21 | Helliniko Indoor Arena, Athén Nézőszám: 345 Játékvezetők: Elizabeth Nanette Sisk (USA), Nancy Ethier (CAN) |
| 2004. augusztus 20. 11:15 | Kerr 12                                  | Lepattanó | Szuj Fej-Fej 9  | Helliniko Indoor Arena, Athén Nézőszám: 345 Játékvezetők: Elizabeth Nanette Sisk (USA), Nancy Ethier (CAN) |
| 2004. augusztus 20. 11:15 | Marino 4                                 | Gólpassz  | Vang Ling 2     | Helliniko Indoor Arena, Athén Nézőszám: 345 Játékvezetők: Elizabeth Nanette Sisk (USA), Nancy Ethier (CAN) |

| 2004. augusztus 20. 14:30 | Egyesült Államok (USA)                   | 71–58     | Spanyolország (ESP) | Helliniko Indoor Arena, Athén Nézőszám: 1352 Játékvezetők: Christos Christodoulou (GRE), Tatiana Steigerwald (BRA) |
| 2004. augusztus 20. 14:30 | (19–16, 12–13, 19–12, 21–17) Jegyzőkönyv |           |                     | Helliniko Indoor Arena, Athén Nézőszám: 1352 Játékvezetők: Christos Christodoulou (GRE), Tatiana Steigerwald (BRA) |
| 2004. augusztus 20. 14:30 | Leslie 19                                | Pont      | Valdemoro 22        | Helliniko Indoor Arena, Athén Nézőszám: 1352 Játékvezetők: Christos Christodoulou (GRE), Tatiana Steigerwald (BRA) |
| 2004. augusztus 20. 14:30 | Leslie 9                                 | Lepattanó | Pascua 11           | Helliniko Indoor Arena, Athén Nézőszám: 1352 Játékvezetők: Christos Christodoulou (GRE), Tatiana Steigerwald (BRA) |
| 2004. augusztus 20. 14:30 | Staley 6                                 | Gólpassz  | Palau 3             | Helliniko Indoor Arena, Athén Nézőszám: 1352 Játékvezetők: Christos Christodoulou (GRE), Tatiana Steigerwald (BRA) |

| 2004. augusztus 20. 16:45 | Csehország (CZE)                         | 97–75     | Dél-Korea (KOR) | Helliniko Indoor Arena, Athén Nézőszám: 753 Játékvezetők: Vlagyimir Ohrimenko (RUS), Abreu Muhimua Joao (MOZ) |
| 2004. augusztus 20. 16:45 | (24–16, 21–19, 29–17, 23–23) Jegyzőkönyv |           |                 | Helliniko Indoor Arena, Athén Nézőszám: 753 Játékvezetők: Vlagyimir Ohrimenko (RUS), Abreu Muhimua Joao (MOZ) |
| 2004. augusztus 20. 16:45 | Machová 28                               | Pont      | Pjon Jonha 26   | Helliniko Indoor Arena, Athén Nézőszám: 753 Játékvezetők: Vlagyimir Ohrimenko (RUS), Abreu Muhimua Joao (MOZ) |
| 2004. augusztus 20. 16:45 | Klimešová 8                              | Lepattanó | Pjon Jonha 4    | Helliniko Indoor Arena, Athén Nézőszám: 753 Játékvezetők: Vlagyimir Ohrimenko (RUS), Abreu Muhimua Joao (MOZ) |
| 2004. augusztus 20. 16:45 | Hamzová 5                                | Gólpassz  | Kim Jongok 3    | Helliniko Indoor Arena, Athén Nézőszám: 753 Játékvezetők: Vlagyimir Ohrimenko (RUS), Abreu Muhimua Joao (MOZ) |

| 2004. augusztus 22. 9:00 | Új-Zéland (NZL)                         | 57–74     | Csehország (CZE) | Helliniko Indoor Arena, Athén Nézőszám: 365 Játékvezetők: Nancy Ethier (CAN), Kim Ja Ok (KOR) |
| 2004. augusztus 22. 9:00 | (12–21, 8–19, 23–18, 14–16) Jegyzőkönyv |           |                  | Helliniko Indoor Arena, Athén Nézőszám: 365 Játékvezetők: Nancy Ethier (CAN), Kim Ja Ok (KOR) |
| 2004. augusztus 22. 9:00 | G. Farmer 19                            | Pont      | Machová 21       | Helliniko Indoor Arena, Athén Nézőszám: 365 Játékvezetők: Nancy Ethier (CAN), Kim Ja Ok (KOR) |
| 2004. augusztus 22. 9:00 | Loffhagen 12                            | Lepattanó | Klimešová 10     | Helliniko Indoor Arena, Athén Nézőszám: 365 Játékvezetők: Nancy Ethier (CAN), Kim Ja Ok (KOR) |
| 2004. augusztus 22. 9:00 | G. Farmer, Loffhagen 1                  | Gólpassz  | Hamzová 7        | Helliniko Indoor Arena, Athén Nézőszám: 365 Játékvezetők: Nancy Ethier (CAN), Kim Ja Ok (KOR) |

| 2004. augusztus 22. 20:00 | Kína (CHN)                               | 62–100    | Egyesült Államok (USA) | Helliniko Indoor Arena, Athén Nézőszám: 1653 Játékvezetők: Vlagyimir Ohrimenko (RUS), Abreu Muhimua Joao (MOZ) |
| 2004. augusztus 22. 20:00 | (13–27, 19–25, 13–23, 17–25) Jegyzőkönyv |           |                        | Helliniko Indoor Arena, Athén Nézőszám: 1653 Játékvezetők: Vlagyimir Ohrimenko (RUS), Abreu Muhimua Joao (MOZ) |
| 2004. augusztus 22. 20:00 | Je Li 19                                 | Pont      | Taurasi 19             | Helliniko Indoor Arena, Athén Nézőszám: 1653 Játékvezetők: Vlagyimir Ohrimenko (RUS), Abreu Muhimua Joao (MOZ) |
| 2004. augusztus 22. 20:00 | Szuj Fej-Fej 12                          | Lepattanó | Griffith 11            | Helliniko Indoor Arena, Athén Nézőszám: 1653 Játékvezetők: Vlagyimir Ohrimenko (RUS), Abreu Muhimua Joao (MOZ) |
| 2004. augusztus 22. 20:00 | Miao Li-Csie 3                           | Gólpassz  | Johnson, Bird 5        | Helliniko Indoor Arena, Athén Nézőszám: 1653 Játékvezetők: Vlagyimir Ohrimenko (RUS), Abreu Muhimua Joao (MOZ) |

| 2004. augusztus 22. 22:15 | Spanyolország (ESP)                      | 64–61     | Dél-Korea (KOR) | Helliniko Indoor Arena, Athén Nézőszám: 1152 Játékvezetők: Elizabeth Nanette Sisk (USA), Song Yanping (CHN) |
| 2004. augusztus 22. 22:15 | (14–11, 15–16, 17–19, 18–15) Jegyzőkönyv |           |                 | Helliniko Indoor Arena, Athén Nézőszám: 1152 Játékvezetők: Elizabeth Nanette Sisk (USA), Song Yanping (CHN) |
| 2004. augusztus 22. 22:15 | Valdemoro 11                             | Pont      | Pjon Jonha 19   | Helliniko Indoor Arena, Athén Nézőszám: 1152 Játékvezetők: Elizabeth Nanette Sisk (USA), Song Yanping (CHN) |
| 2004. augusztus 22. 22:15 | Pons 9                                   | Lepattanó | Kim Gjeljong 6  | Helliniko Indoor Arena, Athén Nézőszám: 1152 Játékvezetők: Elizabeth Nanette Sisk (USA), Song Yanping (CHN) |
| 2004. augusztus 22. 22:15 | Palau 3                                  | Gólpassz  | I Miszon 6      | Helliniko Indoor Arena, Athén Nézőszám: 1152 Játékvezetők: Elizabeth Nanette Sisk (USA), Song Yanping (CHN) |

## Egyenes kieséses szakasz
|  |               |                        |                        |                        |    |                        |                        |                |                |               |               |       |       |
|  | Negyeddöntők  | Negyeddöntők           | Negyeddöntők           |                        |    | Elődöntők              | Elődöntők              | Elődöntők      |                |               | Döntő         | Döntő | Döntő |
|  | Negyeddöntők  | Negyeddöntők           | Negyeddöntők           |                        |    | Elődöntők              | Elődöntők              | Elődöntők      |                |               | Döntő         | Döntő | Döntő |
|  | augusztus 25. |                        |                        |                        |    |                        |                        |                |                |               |               |       |       |
|  |               |                        |                        |                        |    |                        |                        |                |                |               |               |       |       |
|  | A1            | Ausztrália (AUS)       | 94                     |                        |    |                        |                        |                |                |               |               |       |       |
|  | A1            | Ausztrália (AUS)       | 94                     | augusztus 27.          |    |                        |                        |                |                |               |               |       |       |
|  | B4            | Új-Zéland (NZL)        | 55                     |                        |    |                        |                        |                |                |               |               |       |       |
|  | B4            | Új-Zéland (NZL)        | 55                     |                        |    | Ausztrália (AUS)       | Ausztrália (AUS)       | 88             |                |               |               |       |       |
|  | augusztus 25. |                        |                        |                        |    | Ausztrália (AUS)       | Ausztrália (AUS)       | 88             |                |               |               |       |       |
|  |               |                        | Brazília (BRA)         | Brazília (BRA)         | 75 |                        |                        |                |                |               |               |       |       |
|  | B2            | Spanyolország (ESP)    | Brazília (BRA)         | Brazília (BRA)         | 75 | 63                     |                        |                |                |               |               |       |       |
|  | B2            | Spanyolország (ESP)    |                        |                        |    | 63                     | augusztus 28.          |                |                |               |               |       |       |
|  | A3            | Brazília (BRA)         | 67                     |                        |    |                        |                        |                |                |               |               |       |       |
|  | A3            | Brazília (BRA)         | 67                     |                        |    | Ausztrália (AUS)       | Ausztrália (AUS)       | 63             |                |               |               |       |       |
|  | augusztus 25. |                        |                        |                        |    | Ausztrália (AUS)       | Ausztrália (AUS)       | 63             |                |               |               |       |       |
|  |               |                        | Egyesült Államok (USA) | Egyesült Államok (USA) | 74 |                        |                        |                |                |               |               |       |       |
|  | B1            | Egyesült Államok (USA) | Egyesült Államok (USA) | Egyesült Államok (USA) | 74 | 102                    |                        |                |                |               |               |       |       |
|  | B1            | Egyesült Államok (USA) | augusztus 27.          |                        |    | 102                    |                        |                |                |               |               |       |       |
|  | A4            | Görögország (GRE)      | 72                     |                        |    |                        |                        |                |                |               |               |       |       |
|  | A4            | Görögország (GRE)      | 72                     |                        |    | Egyesült Államok (USA) | Egyesült Államok (USA) | 66             | Bronzmérkőzés  | Bronzmérkőzés | Bronzmérkőzés |       |       |
|  | augusztus 25. |                        |                        |                        |    | Egyesült Államok (USA) | Egyesült Államok (USA) | 66             | Bronzmérkőzés  | Bronzmérkőzés | Bronzmérkőzés |       |       |
|  |               |                        | Oroszország (RUS)      | Oroszország (RUS)      | 62 |                        |                        | augusztus 28.  | augusztus 28.  | augusztus 28. |               |       |       |
|  | A2            | Oroszország (RUS)      | Oroszország (RUS)      | Oroszország (RUS)      | 62 | 70                     |                        | augusztus 28.  | augusztus 28.  | augusztus 28. |               |       |       |
|  | A2            | Oroszország (RUS)      |                        |                        |    |                        |                        | Brazília (BRA) | Brazília (BRA) | 62            |               |       |       |
|  | B3            | Csehország (CZE)       | 49                     |                        |    |                        |                        | Brazília (BRA) | Brazília (BRA) | 62            |               |       |       |
|  | B3            | Csehország (CZE)       | 49                     |                        |    | Oroszország (RUS)      | Oroszország (RUS)      | 71             |                |               |               |       |       |
|  |               |                        |                        |                        |    | Oroszország (RUS)      | Oroszország (RUS)      | 71             |                |               |               |       |       |

### Negyeddöntők
| 2004. augusztus 25. 14:30 | Egyesült Államok (USA)                   | 102–72    | Görögország (GRE) | Olympic Indoor Hall, Athén Nézőszám: 8100 Játékvezetők: Zoran Sutulović (Szerbia és Montenegró-i), Dallas Pickering (NZL) |
| 2004. augusztus 25. 14:30 | (27–19, 28–15, 21–19, 26–19) Jegyzőkönyv |           |                   | Olympic Indoor Hall, Athén Nézőszám: 8100 Játékvezetők: Zoran Sutulović (Szerbia és Montenegró-i), Dallas Pickering (NZL) |
| 2004. augusztus 25. 14:30 | Johnson 21                               | Pont      | Kosztáki 26       | Olympic Indoor Hall, Athén Nézőszám: 8100 Játékvezetők: Zoran Sutulović (Szerbia és Montenegró-i), Dallas Pickering (NZL) |
| 2004. augusztus 25. 14:30 | Griffith 11                              | Lepattanó | Szamorúkova 7     | Olympic Indoor Hall, Athén Nézőszám: 8100 Játékvezetők: Zoran Sutulović (Szerbia és Montenegró-i), Dallas Pickering (NZL) |
| 2004. augusztus 25. 14:30 | Thompson 5                               | Gólpassz  | Kosztáki 8        | Olympic Indoor Hall, Athén Nézőszám: 8100 Játékvezetők: Zoran Sutulović (Szerbia és Montenegró-i), Dallas Pickering (NZL) |

| 2004. augusztus 25. 16:45 | Oroszország (RUS)                       | 70–49     | Csehország (CZE) | Olympic Indoor Hall, Athén Nézőszám: 5200 Játékvezetők: Jorge Vazquez (PUR), Scott Butler (AUS) |
| 2004. augusztus 25. 16:45 | (19–6, 18–14, 19–10, 14–19) Jegyzőkönyv |           |                  | Olympic Indoor Hall, Athén Nézőszám: 5200 Játékvezetők: Jorge Vazquez (PUR), Scott Butler (AUS) |
| 2004. augusztus 25. 16:45 | Korsztyin 16                            | Pont      | Kulichová 9      | Olympic Indoor Hall, Athén Nézőszám: 5200 Játékvezetők: Jorge Vazquez (PUR), Scott Butler (AUS) |
| 2004. augusztus 25. 16:45 | Baranova 8                              | Lepattanó | Veselá 9         | Olympic Indoor Hall, Athén Nézőszám: 5200 Játékvezetők: Jorge Vazquez (PUR), Scott Butler (AUS) |
| 2004. augusztus 25. 16:45 | Arhipova 4                              | Gólpassz  | Hamzová 3        | Olympic Indoor Hall, Athén Nézőszám: 5200 Játékvezetők: Jorge Vazquez (PUR), Scott Butler (AUS) |

| 2004. augusztus 25. 20:00 | Spanyolország (ESP)                      | 63–67     | Brazília (BRA)     | Olympic Indoor Hall, Athén Nézőszám: 13 500 Játékvezetők: Lazaros Voreadis (GRE), Nancy Ethier (CAN) |
| 2004. augusztus 25. 20:00 | (16–14, 18–20, 12–15, 17–18) Jegyzőkönyv |           |                    | Olympic Indoor Hall, Athén Nézőszám: 13 500 Játékvezetők: Lazaros Voreadis (GRE), Nancy Ethier (CAN) |
| 2004. augusztus 25. 20:00 | Fernández 16                             | Pont      | Arcain 27          | Olympic Indoor Hall, Athén Nézőszám: 13 500 Játékvezetők: Lazaros Voreadis (GRE), Nancy Ethier (CAN) |
| 2004. augusztus 25. 20:00 | Pons 5                                   | Lepattanó | Sobral, Oliveira 8 | Olympic Indoor Hall, Athén Nézőszám: 13 500 Játékvezetők: Lazaros Voreadis (GRE), Nancy Ethier (CAN) |
| 2004. augusztus 25. 20:00 | Palau 3                                  | Gólpassz  | Cristina Luz 3     | Olympic Indoor Hall, Athén Nézőszám: 13 500 Játékvezetők: Lazaros Voreadis (GRE), Nancy Ethier (CAN) |

| 2004. augusztus 25. 22:15 | Ausztrália (AUS)                         | 94–55     | Új-Zéland (NZL) | Olympic Indoor Hall, Athén Nézőszám: 8100 Játékvezetők: Ma Li Jun (CHN), Tatiana Steigerwald (BRA) |
| 2004. augusztus 25. 22:15 | (26–13, 19–18, 26–13, 23–11) Jegyzőkönyv |           |                 | Olympic Indoor Hall, Athén Nézőszám: 8100 Játékvezetők: Ma Li Jun (CHN), Tatiana Steigerwald (BRA) |
| 2004. augusztus 25. 22:15 | Jackson 28                               | Pont      | G. Farmer 11    | Olympic Indoor Hall, Athén Nézőszám: 8100 Játékvezetők: Ma Li Jun (CHN), Tatiana Steigerwald (BRA) |
| 2004. augusztus 25. 22:15 | Snell 10                                 | Lepattanó | Loffhagen 11    | Olympic Indoor Hall, Athén Nézőszám: 8100 Játékvezetők: Ma Li Jun (CHN), Tatiana Steigerwald (BRA) |
| 2004. augusztus 25. 22:15 | Taylor 4                                 | Gólpassz  | négy játékos 2  | Olympic Indoor Hall, Athén Nézőszám: 8100 Játékvezetők: Ma Li Jun (CHN), Tatiana Steigerwald (BRA) |

### A 11. helyért
| 2004. augusztus 24. 9:00 | Nigéria (NGR)                            | 68–64     | Dél-Korea (KOR) | Helliniko Indoor Arena, Athén Nézőszám: 155 Játékvezetők: Leemann Philippe (SUI), Chantal Julien (FRA) |
| 2004. augusztus 24. 9:00 | (16–16, 13–16, 21–12, 18–20) Jegyzőkönyv |           |                 | Helliniko Indoor Arena, Athén Nézőszám: 155 Játékvezetők: Leemann Philippe (SUI), Chantal Julien (FRA) |
| 2004. augusztus 24. 9:00 | Udoka 21                                 | Pont      | Kim Jongok 19   | Helliniko Indoor Arena, Athén Nézőszám: 155 Játékvezetők: Leemann Philippe (SUI), Chantal Julien (FRA) |
| 2004. augusztus 24. 9:00 | Mohamed 13                               | Lepattanó | I Miszon 12     | Helliniko Indoor Arena, Athén Nézőszám: 155 Játékvezetők: Leemann Philippe (SUI), Chantal Julien (FRA) |
| 2004. augusztus 24. 9:00 | Umoh 2                                   | Gólpassz  | I Miszon 7      | Helliniko Indoor Arena, Athén Nézőszám: 155 Játékvezetők: Leemann Philippe (SUI), Chantal Julien (FRA) |

### A 9. helyért
| 2004. augusztus 24. 11:15 | Japán (JPN)                              | 63–82     | Kína (CHN)      | Helliniko Indoor Arena, Athén Nézőszám: 253 Játékvezetők: Abdellilah Chlif (MAR), Abreu Muhimua Joao (MOZ) |
| 2004. augusztus 24. 11:15 | (12–20, 17–10, 19–21, 15–31) Jegyzőkönyv |           |                 | Helliniko Indoor Arena, Athén Nézőszám: 253 Játékvezetők: Abdellilah Chlif (MAR), Abreu Muhimua Joao (MOZ) |
| 2004. augusztus 24. 11:15 | Hamagucsi, Kuszuda 13                    | Pont      | Szuj Fej-Fej 25 | Helliniko Indoor Arena, Athén Nézőszám: 253 Játékvezetők: Abdellilah Chlif (MAR), Abreu Muhimua Joao (MOZ) |
| 2004. augusztus 24. 11:15 | Ójama 6                                  | Lepattanó | Vang Ling 13    | Helliniko Indoor Arena, Athén Nézőszám: 253 Játékvezetők: Abdellilah Chlif (MAR), Abreu Muhimua Joao (MOZ) |
| 2004. augusztus 24. 11:15 | Kuszuda 2                                | Gólpassz  | Miao Li-Csie 5  | Helliniko Indoor Arena, Athén Nézőszám: 253 Játékvezetők: Abdellilah Chlif (MAR), Abreu Muhimua Joao (MOZ) |

### A 7. helyért
| 2004. augusztus 27. 9:00 | Görögország (GRE)                        | 87–83     | Új-Zéland (NZL) | Olympic Indoor Hall, Athén Nézőszám: 6560 Játékvezetők: Jose Jeremias Reyes Ronfini (MEX), Suguro Shoko (JPN) |
| 2004. augusztus 27. 9:00 | (21–24, 22–26, 23–16, 21–17) Jegyzőkönyv |           |                 | Olympic Indoor Hall, Athén Nézőszám: 6560 Játékvezetők: Jose Jeremias Reyes Ronfini (MEX), Suguro Shoko (JPN) |
| 2004. augusztus 27. 9:00 | Máltszi 29                               | Pont      | Loffhagen 23    | Olympic Indoor Hall, Athén Nézőszám: 6560 Játékvezetők: Jose Jeremias Reyes Ronfini (MEX), Suguro Shoko (JPN) |
| 2004. augusztus 27. 9:00 | Máltszi, Szamorúkova 11                  | Lepattanó | Loffhagen 15    | Olympic Indoor Hall, Athén Nézőszám: 6560 Játékvezetők: Jose Jeremias Reyes Ronfini (MEX), Suguro Shoko (JPN) |
| 2004. augusztus 27. 9:00 | Kosztáki 7                               | Gólpassz  | Loffhagen 3     | Olympic Indoor Hall, Athén Nézőszám: 6560 Játékvezetők: Jose Jeremias Reyes Ronfini (MEX), Suguro Shoko (JPN) |

### Az 5. helyért
| 2004. augusztus 27. 11:15 | Csehország (CZE)                         | 79–68     | Spanyolország (ESP)              | Olympic Indoor Hall, Athén Nézőszám: 4650 Játékvezetők: Corbin Sean (USA), Vladimir Okhrimenko (RUS) |
| 2004. augusztus 27. 11:15 | (19–12, 21–15, 17–18, 22–23) Jegyzőkönyv |           |                                  | Olympic Indoor Hall, Athén Nézőszám: 4650 Játékvezetők: Corbin Sean (USA), Vladimir Okhrimenko (RUS) |
| 2004. augusztus 27. 11:15 | Machová 22                               | Pont      | Valdemoro 24                     | Olympic Indoor Hall, Athén Nézőszám: 4650 Játékvezetők: Corbin Sean (USA), Vladimir Okhrimenko (RUS) |
| 2004. augusztus 27. 11:15 | Klimešová 14                             | Lepattanó | Pascua 6                         | Olympic Indoor Hall, Athén Nézőszám: 4650 Játékvezetők: Corbin Sean (USA), Vladimir Okhrimenko (RUS) |
| 2004. augusztus 27. 11:15 | Hamzová 4                                | Gólpassz  | Fernández, Valdemoro, Martínez 1 | Olympic Indoor Hall, Athén Nézőszám: 4650 Játékvezetők: Corbin Sean (USA), Vladimir Okhrimenko (RUS) |

### Elődöntők
| 2004. augusztus 27. 14:30 | Oroszország (RUS)                        | 62–66     | Egyesült Államok (USA) | Olympic Indoor Hall, Athén Nézőszám: 3740 Játékvezetők: Pablo Estevez (ARG), Christos Christodoulou (GRE) |
| 2004. augusztus 27. 14:30 | (15–16, 18–21, 11–14, 18–15) Jegyzőkönyv |           |                        | Olympic Indoor Hall, Athén Nézőszám: 3740 Játékvezetők: Pablo Estevez (ARG), Christos Christodoulou (GRE) |
| 2004. augusztus 27. 14:30 | Scsogoleva 13                            | Pont      | Thompson 14            | Olympic Indoor Hall, Athén Nézőszám: 3740 Játékvezetők: Pablo Estevez (ARG), Christos Christodoulou (GRE) |
| 2004. augusztus 27. 14:30 | Baranova, Sztyepanova 8                  | Lepattanó | Griffith 7             | Olympic Indoor Hall, Athén Nézőszám: 3740 Játékvezetők: Pablo Estevez (ARG), Christos Christodoulou (GRE) |
| 2004. augusztus 27. 14:30 | Baranova 6                               | Gólpassz  | Leslie 3               | Olympic Indoor Hall, Athén Nézőszám: 3740 Játékvezetők: Pablo Estevez (ARG), Christos Christodoulou (GRE) |

| 2004. augusztus 27. 16:45 | Brazília (BRA)                           | 75–88     | Ausztrália (AUS) | Olympic Indoor Hall, Athén Nézőszám: 4150 Játékvezetők: Jorge Vazquez (PUR), Virginijus Jonas Dovidavicius (LTU) |
| 2004. augusztus 27. 16:45 | (21–21, 15–21, 20–21, 19–25) Jegyzőkönyv |           |                  | Olympic Indoor Hall, Athén Nézőszám: 4150 Játékvezetők: Jorge Vazquez (PUR), Virginijus Jonas Dovidavicius (LTU) |
| 2004. augusztus 27. 16:45 | Marques 25                               | Pont      | Jackson 26       | Olympic Indoor Hall, Athén Nézőszám: 4150 Játékvezetők: Jorge Vazquez (PUR), Virginijus Jonas Dovidavicius (LTU) |
| 2004. augusztus 27. 16:45 | Oliveira 8                               | Lepattanó | Jackson 13       | Olympic Indoor Hall, Athén Nézőszám: 4150 Játékvezetők: Jorge Vazquez (PUR), Virginijus Jonas Dovidavicius (LTU) |
| 2004. augusztus 27. 16:45 | Cristina Luz 2                           | Gólpassz  | Harrower 4       | Olympic Indoor Hall, Athén Nézőszám: 4150 Játékvezetők: Jorge Vazquez (PUR), Virginijus Jonas Dovidavicius (LTU) |

### Bronzmérkőzés
| 2004. augusztus 28. 14:30 | Oroszország (RUS)                        | 71–62     | Brazília (BRA) | Olympic Indoor Hall, Athén Nézőszám: 7250 Játékvezetők: Sean Corbin (USA), Nancy Ethier (CAN) |
| 2004. augusztus 28. 14:30 | (18–20, 14–12, 15–14, 24–16) Jegyzőkönyv |           |                | Olympic Indoor Hall, Athén Nézőszám: 7250 Játékvezetők: Sean Corbin (USA), Nancy Ethier (CAN) |
| 2004. augusztus 28. 14:30 | Gusztyilina 12                           | Pont      | Marques 16     | Olympic Indoor Hall, Athén Nézőszám: 7250 Játékvezetők: Sean Corbin (USA), Nancy Ethier (CAN) |
| 2004. augusztus 28. 14:30 | Oszipova 10                              | Lepattanó | Oliveira 9     | Olympic Indoor Hall, Athén Nézőszám: 7250 Játékvezetők: Sean Corbin (USA), Nancy Ethier (CAN) |
| 2004. augusztus 28. 14:30 | Baranova, Arhipova 4                     | Gólpassz  | Marques 6      | Olympic Indoor Hall, Athén Nézőszám: 7250 Játékvezetők: Sean Corbin (USA), Nancy Ethier (CAN) |

### Döntő
| 2004. augusztus 28. 16:15 | Egyesült Államok (USA)                   | 74–63     | Ausztrália (AUS)  | Olympic Indoor Hall, Athén Nézőszám: 10 120 Játékvezetők: Chantal Julien (FRA), Jose Jeremias Reyes Ronfini (MEX) |
| 2004. augusztus 28. 16:15 | (17–14, 12–12, 23–24, 22–13) Jegyzőkönyv |           |                   | Olympic Indoor Hall, Athén Nézőszám: 10 120 Játékvezetők: Chantal Julien (FRA), Jose Jeremias Reyes Ronfini (MEX) |
| 2004. augusztus 28. 16:15 | Thompson 18                              | Pont      | Taylor 16         | Olympic Indoor Hall, Athén Nézőszám: 10 120 Játékvezetők: Chantal Julien (FRA), Jose Jeremias Reyes Ronfini (MEX) |
| 2004. augusztus 28. 16:15 | Leslie 8                                 | Lepattanó | Jackson 14        | Olympic Indoor Hall, Athén Nézőszám: 10 120 Játékvezetők: Chantal Julien (FRA), Jose Jeremias Reyes Ronfini (MEX) |
| 2004. augusztus 28. 16:15 | Thompson 3                               | Gólpassz  | Fallon, Jackson 2 | Olympic Indoor Hall, Athén Nézőszám: 10 120 Játékvezetők: Chantal Julien (FRA), Jose Jeremias Reyes Ronfini (MEX) |

| A 2004. évi nyári olimpiai játékok női kosárlabdatornájának olimpiai bajnoka |
| · EGYESÜLT ÁLLAMOK · 5. cím                                                  |
| ---------------------------------------------------------------------------- |

## Végeredmény
| Helyezés | Csapat                 | M | Gy | V | P+  | P–  | Pk   | P  |  |
| -------- | ---------------------- | - | -- | - | --- | --- | ---- | -- |  |
| Arany    | Egyesült Államok (USA) | 8 | 8  | 0 | 672 | 482 | +190 | 16 |  |
| Ezüst    | Ausztrália (AUS)       | 8 | 7  | 1 | 663 | 517 | +146 | 15 |  |
| Bronz    | Oroszország (RUS)      | 8 | 6  | 2 | 592 | 510 | +82  | 14 |  |
| 4.       | Brazília (BRA)         | 8 | 4  | 4 | 634 | 583 | +51  | 12 |  |
|          |                        |   |    |   |     |     |      |    |  |
| 5.       | Csehország (CZE)       | 7 | 4  | 3 | 536 | 513 | +23  | 11 |  |
| 6.       | Spanyolország (ESP)    | 7 | 4  | 3 | 499 | 480 | +19  | 11 |  |
| 7.       | Görögország (GRE)      | 7 | 3  | 4 | 512 | 577 | –65  | 10 |  |
| 8.       | Új-Zéland (NZL)        | 7 | 2  | 5 | 459 | 595 | –136 | 9  |  |
|          |                        |   |    |   |     |     |      |    |  |
| 9.       | Kína (CHN)             | 6 | 2  | 4 | 442 | 469 | –27  | 8  |  |
| 10.      | Japán (JPN)            | 6 | 1  | 5 | 444 | 567 | –123 | 7  |  |
| 11.      | Nigéria (NGR)          | 6 | 1  | 5 | 403 | 486 | –83  | 7  |  |
| 12.      | Dél-Korea (KOR)        | 6 | 0  | 6 | 384 | 461 | –77  | 6  |  |